# Новый Пуммерин

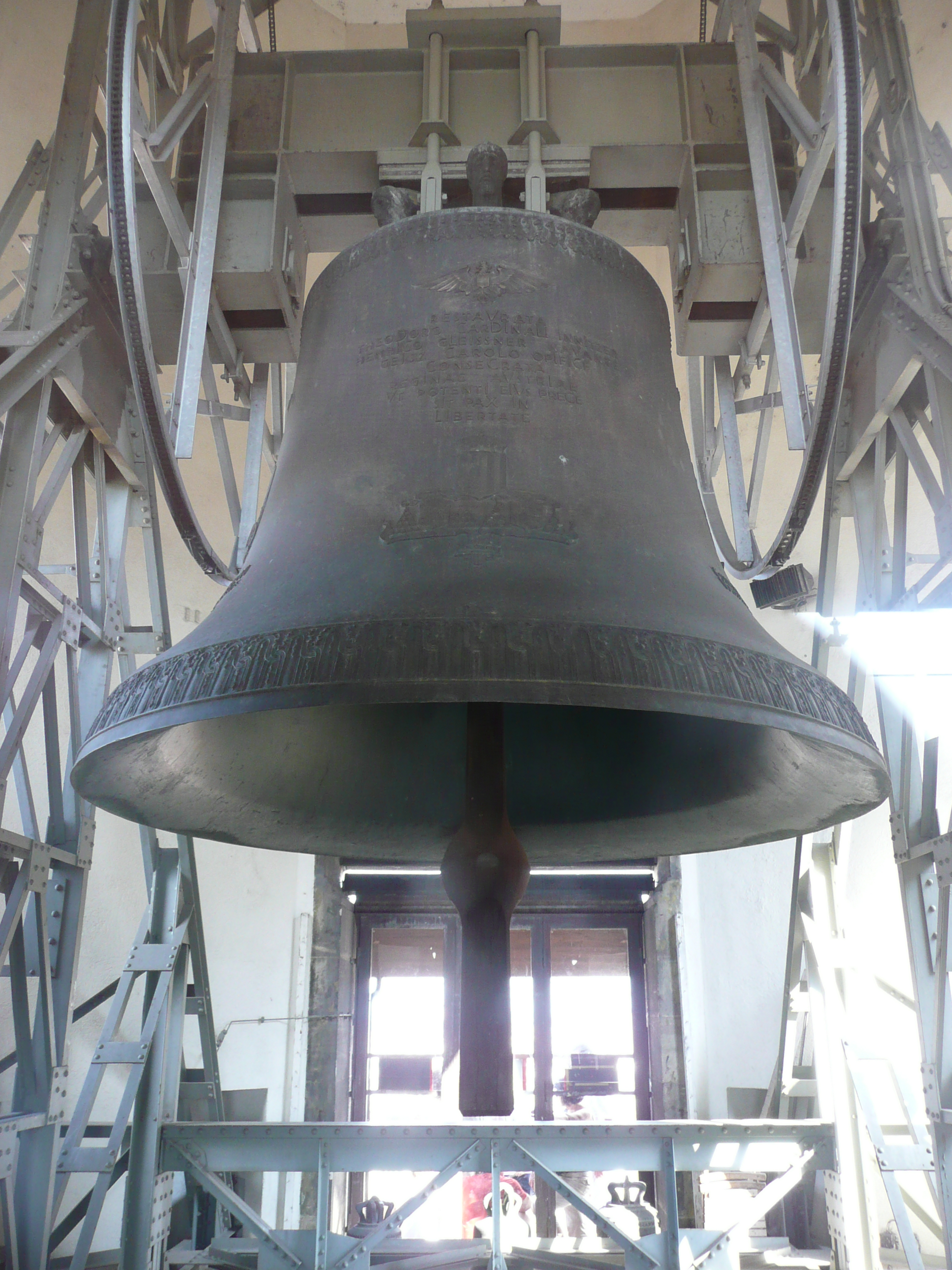

Новый Пуммерин — колокол, который был отлит 5 ноября 1951 года на колокольном заводе в Санкт-Флориане (Верхняя Австрия) из осколков Старого Пуммерина, а 26 апреля 1952 года он был торжественно освящён кардиналом Иннитцером на площади Св. Стефана.
Новый Пуммерин был подарен землёй Верхняя Австрия собору Св. Стефана. Диаметр колокола составляет 314 см, его высота (включая крепление в форме короны) — 294 см, вес (вместе с языком и шарнирным винтом) — 21,4 тонны. Вес языка — 813 кг, вес шарнирного винта — 550 кг, наибольшая толщина стенки колокола — 23 см.
Верхушку Нового Пуммерина украшают шесть голов турок и три рельефных изображения: Мадонна (восстановленная по образцу изображения на Старом Пуммерине), сцена из Турецкой осады 1683 и пожар 1945 года. Далее следует надпись, относящаяся к церемонии освящения колокола, и герб.
Впервые в Новый Пуммерин звонили во время торжественного открытия собора после завершения его восстановления. Осенью 1953 года к Пуммерину был подключён электрический аппарат боя, а в октябре 1957 года Пуммерин был подвешен в северной башне собора (68,3 м), которая и стала его постоянным приютом.